# Sosibia nigricans
Sosibia nigricans är en insektsart som beskrevs av Ludwig Redtenbacher 1908. Sosibia nigricans ingår i släktet Sosibia och familjen Diapheromeridae. Inga underarter finns listade i Catalogue of Life.